# Xenotrophon
Xenotrophon là một chi ốc biển, là động vật thân mềm chân bụng sống ở biển trong họ Muricidae, họ ốc gai.

## Các loài
Các loài thuộc chi Xenotrophon bao gồm:
- Xenotrophon euschema (Iredale, 1929)[2]